# Sericomyia chrysotoxoides
Sericomyia chrysotoxoides är en tvåvingeart som beskrevs av Macquart 1842. Sericomyia chrysotoxoides ingår i släktet torvblomflugor, och familjen blomflugor. Inga underarter finns listade i Catalogue of Life.